# Hydrophiloidea
De Hydrophiloidea zijn een superfamilie van kevers uit de infraorde Staphyliniformia.
Volwassen Hydrophiloidea verschillen sterk in lichaamsvorm. Het enige vrijwel nooit ontbrekende kenmerk is dat de laatste 3 (zelden 5) segmenten van de antennen een duidelijk, knotsvormige verdikking vormen, waarbij het segment daarvoor meestal een soort kom vormt. De groep wordt gemakkelijker gekenschetst door de larven, die meestal niet gesclerotiseerde abdomina hebben met een gearticuleerde urogomphus; ze zijn prognaat, met falcate mandibels, zonder een molaire regio en hun labrum met clypeus is niet afzonderlijk onderscheidbaar van de kopcapsule, waardoor een soort getande 'neus' ontstaat.

## Onderverdeling
De superfamilie is als volgt onderverdeeld:
- Familie Hydrophilidae Latreille, 1802 (Spinnende waterkevers)
  - Onderfamilie Helophorinae Leach, 1815
  - Onderfamilie Epimetopinae Zaitzev, 1908
  - Onderfamilie Georissinae Laporte, 1840
  - Onderfamilie Hydrochinae Thomson, 1859
  - Onderfamilie Spercheinae Erichson, 1837
  - Onderfamilie Horelophinae Hansen, 1991
  - Onderfamilie Horelophopsinae Hansen, 1997
  - Onderfamilie Hydrophilinae Latreille, 1802
    - Tribus Anacaenini Hansen, 1991
    - Tribus Berosini Mulsant, 1844
    - Tribus Chaetarthriini Bedel, 1881
    - Tribus Hydrophilini Latreille, 1802
      - Subtribus Acidocerina Zaitzev, 1908
      - Subtribus Globuloseina García, 2001
      - Subtribus Hydrobiusina Mulsant, 1844
      - Subtribus Hydrophilina Latreille, 1802

    - Tribus Laccobiini Houlbert, 1922
    - Tribus Sperchopsini Hansen, 1991

  - Onderfamilie Sphaeridiinae Latreille, 1802
    - Tribus Andotypini Hansen, 1991
    - Tribus Borborophorini Hansen, 1991
    - Tribus Coelostomatini Heyden, 1891 (1890)
    - Tribus Megasternini Mulsant, 1844
    - Tribus Omicrini Smetana, 1975
    - Tribus Protosternini Hansen, 1991
    - Tribus Rygmodini Orchymont, 1916
    - Tribus Sphaeridiini Latreille, 1802
    - Tribus Tormissini Hansen, 1991
- Familie Sphaeritidae Shuckard, 1839 (Schijnspiegelkevers)
- Familie Synteliidae Lewis, 1882
- Familie Histeridae Gyllenhaal, 1808 (Spiegelkevers)
  - Onderfamilie Niponiinae Fowler, 1912
  - Onderfamilie Abraeinae MacLeay, 1819
    - Tribus Abraeini MacLeay, 1819
    - Tribus Acritini Wenzel, 1944
    - Tribus Acritomorphini Wenzel, 1944
    - Tribus Plegaderini Portevin, 1929
    - Tribus Teretriini Bickhardt, 1914

  - Onderfamilie Trypeticinae Bickhardt, 1913
  - Onderfamilie Trypanaeinae Marseul, 1857
  - Onderfamilie Saprininae Blanchard, 1845
  - Onderfamilie Dendrophilinae Reitter, 1909
    - Tribus Anapleini Olexa, 1982
    - Tribus Bacaniini Kryzhanovskij, 1976
    - Tribus Dendrophilini Reitter, 1909
    - Tribus Paromalini Reitter, 1909

  - Onderfamilie Onthophilinae MacLeay, 1819
  - Onderfamilie Tribalinae Bickhardt, 1914
  - Onderfamilie Histerinae Gyllenhaal, 1808
    - Tribus Exosternini Bickhardt, 1914
    - Tribus Histerini Gyllenhaal, 1808
    - Tribus Hololeptini Hope, 1840
    - Tribus Omalodini Kryzhanovskij, 1972
    - Tribus Platysomatini Bickhardt, 1914

  - Onderfamilie Haeteriinae Marseul, 1857
    - Tribus Haeteriini Marseul, 1857
    - Tribus Nymphistrini Tishechkin, 2007
    - Tribus Synoditulini Tishechkin, 2007

  - Onderfamilie Chlamydopsinae Bickhardt, 1914